# Napoli Basket Vomero
El Napoli Basket Vomero es un club de baloncesto femenino italiano con sede en la ciudad de Nápoles, en Campania. Disputa sus encuentros en el PalaBarbuto de Nápoles, con capacidad para 5.500 espectadores. Los colores de la sociedad son el blanco y el azul.

## Historia
El equipo fue refundado en 1986, recogiendo la herencia del desaparecido GUF Napoli (ya campeón de Italia en 1942). En 2002 y en 2003 ganó la Copa de Italia de Serie A2.
En la temporada 2005 consiguió la EuroCup Women, ganándole en la final al Fenerbahçe SK İstanbul por 53 a 45.
En la temporada 2007 cierró la temporada regular en el segundo lugar y logró la Liga, ganando primero a las campeonas defensoras de Familia Schio, luego a Umana Venezia y por último, en la final de Liga, a Germano Zama Faenza.
En octubre de 2007 ganó la Supercopa de Italia en la final contra el Faenza (59-58).
En la temporada 2010/11 descendió a la Serie A2. Después de un solo año en la segunda división italiana, en septiembre de 2012 el club no se inscribió en la liga, decidiendo dedicarse sólo al sector juvenil.

## Palmarés
- 2 Copas de Italia de Serie A2: 2002, 2003.

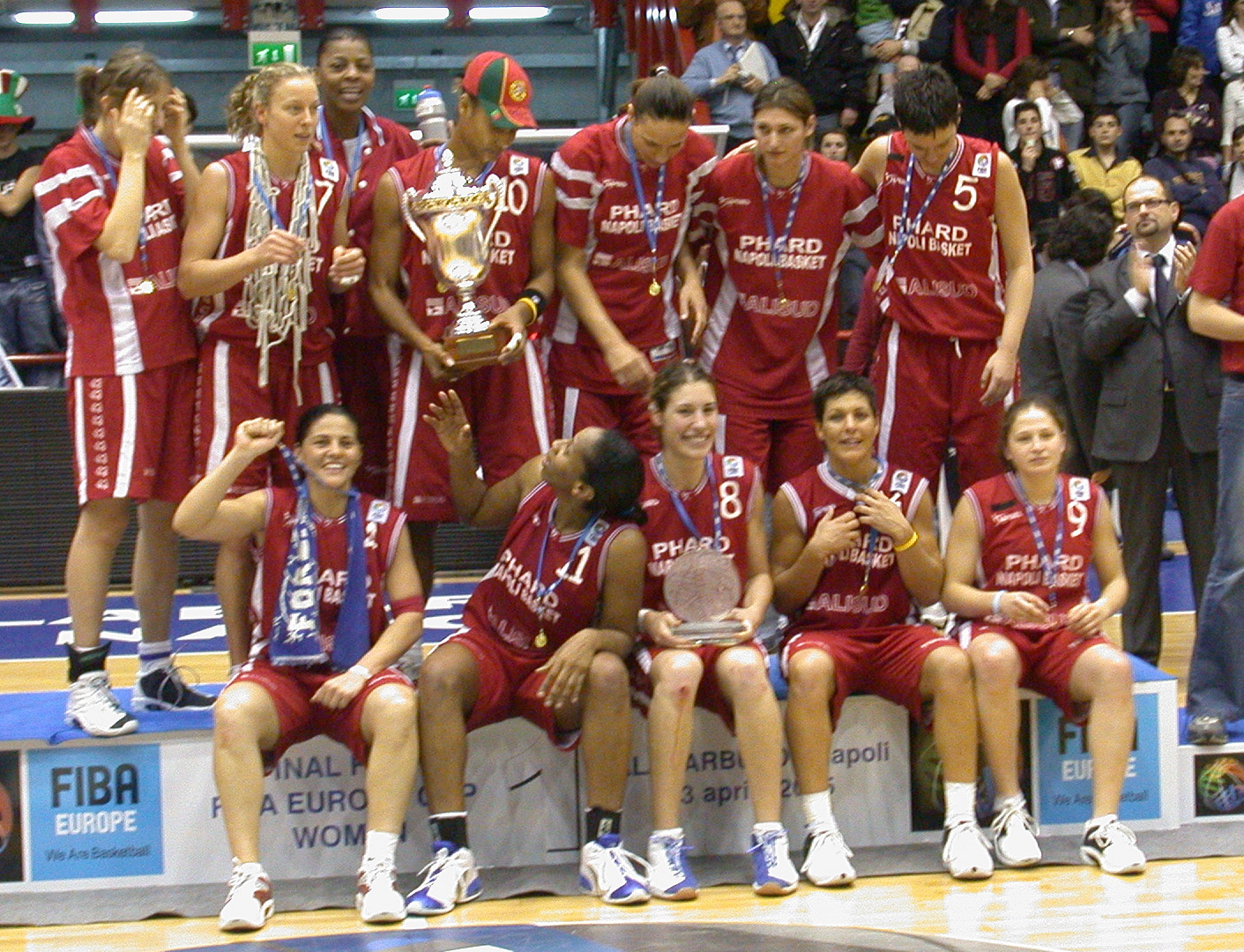
El equipo campeón de la EuroCup Women 2005.

- 1 EuroCup Women: 2004-05.
- 1 Liga Italiana: 2006-07.
- 1 Supercopa Italiana: 2007.